# 우리들의 고교시대
"우리들의 고교시대"는 1978년 공개된 대한민국의 영화이다. 1970년대 하이틴 영화의 붐을 주도했던 명감독 3명(김응천, 문여송, 석래명)이 각각 다른 주제를 엮어 만든 옴니버스 영화로 청소년들의 우정과 낭만, 그리고 고민에 관하여 다루고 있다. 당시 하이틴 스타로 군림했던 장덕, 김정훈, 이승현, 강주희 등이 주연으로 출연하였다.

## 줄거리
"제1화" 감독 : 김응천 - 사관학교 지망생 남고생과 음악을 전공하는 여고생의 청순한 사랑 이야기. 
"제2화" 감독 : 문여송 - 가정교사가 지체장애 소년을 도와 의욕과 의지를 불러일으킨 다는 휴먼 스토리. 
"제3화" 감독 : 석래명 - 학교의 말썽꾸러기를 사랑과 계도를 통해 정상적인 학생으로 되돌려 놓는다는 이야기.

## 배역
제1화
- 장덕 - 이영아 역
- 김정훈 - 김재수 역
- 진유영 - 가정교사 역

제2화
- 김보연
- 이창원
- 윤일봉

제3화
- 이승현 - 김승일 역
- 강주희